# Kleine Teichgasse

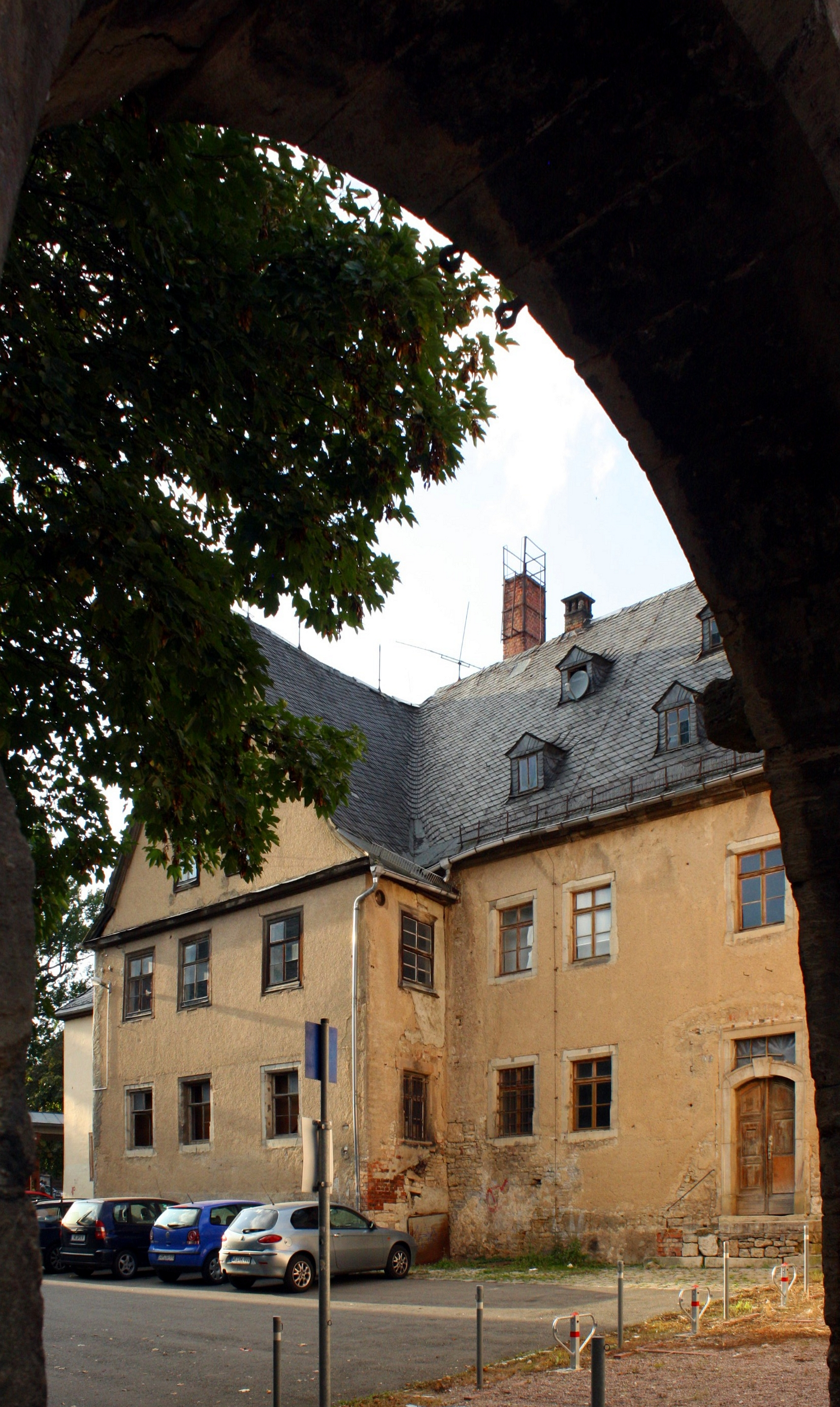
Kleine Teichgasse 8, der Frankesche Hof

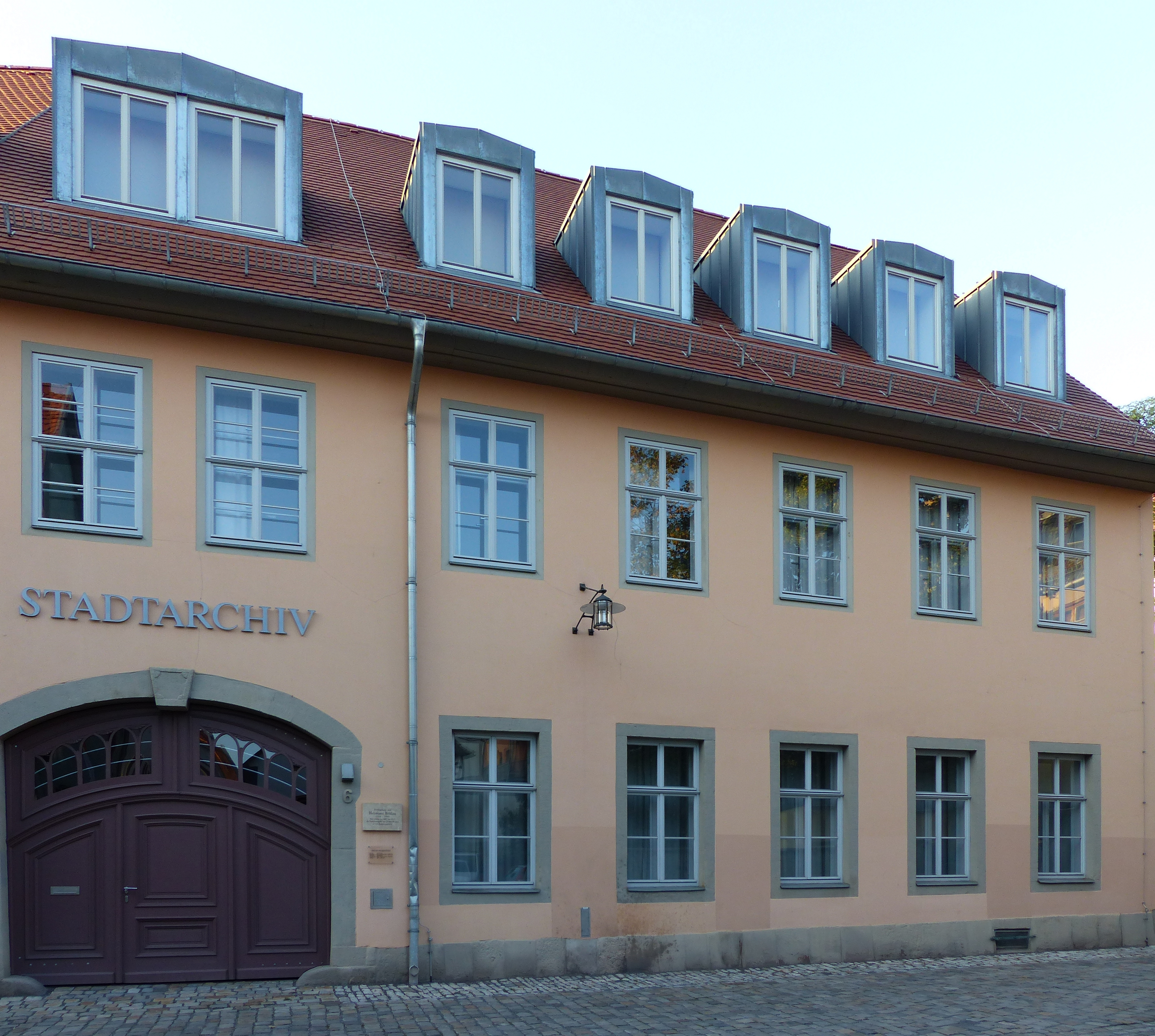
Gebäude des Stadtarchivs Weimar

Die Kleine Teichgasse ist ein Straßenzug in der Altstadt von Weimar.
Sie beginnt hinter dem Kasseturm mit den angrenzenden Gebäude KleineTeichgasse 8, bezeichnet auch als Frankescher Hof, worin sich einst die Weimarer Landschaftskasse befand, kreuzt die Scherfgasse und endet am Teichplatz, wo sich wiederum der Delphinbrunnen befindet, am Herdergarten. Die Kleine Teichgasse wurde von der vom Eisfeld kommenden Karlstraße und Rosmariengasse gekreuzt.
Einer der Bewohner des Hauses Kleine Teichgasse 8, das sich in unmittelbarer Nachbarschaft zum Palais Schardt befindet, war der herzogliche Oberstallmeister Gottlob Ernst Josias Friedrich von Stein. Die Teichgasse 6 beherbergt das Stadtarchiv Weimar, worin sich einst der Böhlau Verlag befand, an den heute eine am Haus angebrachte Tafel erinnert. Böhlau hatte die größte Druckerei in Weimar, gefolgt von Karl Panse in der Scherfgasse 5.
Der Name weist auf ein ehemaliges Vorhandensein von Teichen hin, wo möglicherweise Gerberei bzw. gleichzeitig Fischzucht betrieben wurde. Es gibt unterhalb des Grabens auch eine Gerberstraße, die ihrem Namen nach darauf hindeutet.
Die Kleine Teichgasse steht in der Liste der Kulturdenkmale in Weimar (Sachgesamtheiten und Ensembles) und ist nicht zu verwechseln mit der Teichgasse, die es in Weimar auch gibt. Beide  Straßen  treffen  auf dem  Teichplatz aufeinander.